# Juanito Valderrama
Pour les articles homonymes, voir Valderrama.
Juan Manuel Valderrama Blanca, mieux connu sous le nom de Juanito Valderrama, (24 mai 1916, Torredelcampo, Jaén (province de Jaén, selon des sources mieux informées en géographie espagnole)– 12 avril 2004, Espartinas, Séville, (province de Seville, selon des sources mieux informées en géographie espagnole)) est un chanteur de flamenco espagnol.  Il a également participé à six films en tant qu'acteur. 

## Biographie
Il est né le 24 mai 1916 à Torredelcampo, Jaén, (Espagne) au sein d'une famille d'agriculteurs.
À tout juste huit ans, il remporte le premier prix d'un concours amateur dans sa ville. Il fait ses débuts à quatorze ans dans le spectacle de Dolores Jiménez Alcántara, la Niña de la Puebla, avec qui il tourne dans toute l'Espagne. Il a commencé dans le chant flamenco, mais il s'est rapidement tourné vers la copla. La carrière de Valderrama commence en 1935, au Cine Metropolitano de Madrid, et continue pendant soixante ans.
Pendant la Guerre civile il rejoint un régiment républicain.
Valderrama est auteur de pratiquement toutes ses chansons et est monté sur scène avec une multitude d'artistes de flamenco de son époque. Son œuvre compte plus de 700 morceaux enregistrés. On retient parmi ces derniers El Emigrante, écrit en 1947, en hommage aux millions d'Espagnols qui laissèrent leur patrie pour diverses raisons après la guerre civile espagnole,.
En 2002, il reçoit la Médaille d'or du mérite des beaux-arts par le Ministère de l'Éducation, de la Culture et des Sports.
Il a épousé Dolores Abril, avec qui il a eu deux enfants, Juan, également chanteur, et Blanca,.
Juanito Valderrama meurt le 12 avril 2004 à son domicile d'Espartinas des suites d'un arrêt cardiaque, plusieurs semaines après avoir été admis dans un hôpital de Bormujos.

## Filmographie
- El rey de la carretera (1956)
- El emigrante (1960)
- Gitana (1965)
- De barro y oro (1966)
- La niña del patio (1967)
- El Padre Coplillas (1968)